# There Shall Be No Night
There Shall Be No Night è un'opera teatrale del drammaturgo statunitense Robert E. Sherwood, debuttata a Broadway nel 1940. La piece vinse il Premio Pulitzer per la drammaturgia e rimase in scena per 181 repliche, dal 29 aprile al 2 novembre 1940. Alfred Lunt diresse e interpretò la produzione originale e accanto a lui in scena c'erano Lynn Fontanne e Montgomery Clift. Il titolo viene da un versetto dell'Apocalisse di Giovanni (22,5).
Il dramma è ambientato in Finlandia tra il 1938 e il 1940 e racconta la storia di uno scienziato Premio Nobel e della moglie statunitense. Ambientato alla fine della Guerra d'inverno, i due protagonisti sono riluttanti nel credere che la Russia possa invadere il Paese, ma la situazione cambia quando loro figlio Erik si arruola e lo scienziato decide di seguirlo come medico di campo.